# Сеєд-Махале-Шірабад
Сеєд-Махале-Шірабад (перс. سيدمحله شيراباد) — село в Ірані, у дегестані Хавік, у бахші Хавік, шагрестані Талеш остану Ґілян. За даними перепису 2006 року, його населення становило 534 особи, що проживали у складі 137 сімей.

## Клімат
Середня річна температура становить 13,83°C, середня максимальна – 27,11°C, а середня мінімальна – -0,10°C. Середня річна кількість опадів – 830 мм.
| Клімат поселення                              | Клімат поселення | Клімат поселення | Клімат поселення | Клімат поселення | Клімат поселення | Клімат поселення | Клімат поселення | Клімат поселення | Клімат поселення | Клімат поселення | Клімат поселення | Клімат поселення | Клімат поселення |
| Показник                                      | Січ.             | Лют.             | Бер.             | Квіт.            | Трав.            | Черв.            | Лип.             | Серп.            | Вер.             | Жовт.            | Лист.            | Груд.            |                  |
| Середній максимум, °C                         | 10,23            | 10,48            | 12,43            | 17,23            | 20,86            | 25,16            | 27,11            | 26,87            | 22,60            | 20,01            | 15,50            | 11,48            |                  |
| Середня температура, °C                       | 5,08             | 5,30             | 7,25             | 12,06            | 15,68            | 20,00            | 23,26            | 23,04            | 18,76            | 16,18            | 11,64            | 7,64             |                  |
| Середній мінімум, °C                          | −0,1             | 0,16             | 2,09             | 6,89             | 10,52            | 14,82            | 19,42            | 19,20            | 14,92            | 12,32            | 7,80             | 3,80             |                  |
| Норма опадів, мм                              | 73               | 68               | 71               | 55               | 43               | 27               | 12               | 37               | 97               | 146              | 105              | 96               |                  |
| Середньомісячна швидкість вітру, м/с          | 2.37             | 2.50             | 2.42             | 2.40             | 2.35             | 2.54             | 2.70             | 2.48             | 2.17             | 2.08             | 2.00             | 2.10             |                  |
| Середньомісячна сонячна радіація, кДж/м²·день | 6759             | 9056             | 11212            | 15735            | 19866            | 22553            | 23597            | 20058            | 16120            | 10945            | 8315             | 6362             |                  |
| --------------------------------------------- | ---------------- | ---------------- | ---------------- | ---------------- | ---------------- | ---------------- | ---------------- | ---------------- | ---------------- | ---------------- | ---------------- | ---------------- | ---------------- |
| Джерело:                                      |                  |                  |                  |                  |                  |                  |                  |                  |                  |                  |                  |                  |                  |